# Mathieu Vidard
Mathieu Vidard, né le 18 mars 1971 à Nantes (Loire-Atlantique), est un animateur et producteur français de radio et de télévision.
Engagé en 2001 à France Inter, il anime entre septembre 2006 et juin 2019 l'émission de vulgarisation scientifique La Tête au carré. Conservant le même créneau horaire dans la grille de France Inter, il présente à partir de la rentrée suivante La Terre au carré, émission entièrement consacrée à l'écologie.
Par ailleurs, depuis 2017, il tient une chronique scientifique tous les matins dans la matinale de la station et présente la case « Science Grand Format » de France 5 tous les jeudis soir en première partie de soirée.

## Biographie
Mathieu Vidard grandit à Saint-Herblain, dans la banlieue ouest de Nantes. Il fait ses études au collège Ernest-Renan puis au lycée Camus et passe un baccalauréat littéraire. Passionné par le chant lyrique, il découvre la science à travers les œuvres de Jules Verne,.
À 14 ans, Mathieu Vidard débute sur Radio Atlantic.
En 1998, il participe à La Veillée du troisième millénaire, le 11e album de Tri Yann qui raconte l'histoire du groupe entrecoupée de chansons enregistrées lors d'un concert de 1997.
Il rejoint France Inter en 2001 avec l'émission C'est comme à la radio. Il anime ensuite Le 5/7 du week-end de 2002 à 2005, Taxi Europa à l'été 2004, Le 7/9 pendant l’été 2005 puis Café bazar de 2005 à 2006,.
En septembre 2006, Mathieu Vidard se voit confier la présentation de l'émission de vulgarisation scientifique La Tête au carré sur France Inter, malgré son absence de formation scientifique. En mars 2008, il publie Abécédaire scientifique pour les curieux - Les Têtes au carré, un ouvrage rassemblant une sélection d'entretiens récents menés dans l'émission. Un deuxième tome est publié l'année suivante,.
En 2009, Mathieu Vidard crée sa société de production Vidard Prod.
À partir d'octobre 2010, il présente la série documentaire J'ai marché sur la Terre qu'il créée avec Aline Richard, directrice du magazine La Recherche. Elle est notamment diffusée dans la case documentaire Grandeurs nature de France 2,.
En avril 2014, il publie aux Éditions Grasset Dans les secrets du ciel, un livre où il raconte son voyage dans les lieux stratégiques de l'astronomie à la rencontre des plus grands savants de cette spécialité.
Le 9 novembre 2016, il fête les 10 ans de son émission La Tête au carré lors d'une soirée spéciale réunissant les plus grands scientifiques français tels qu'Hubert Reeves, Étienne Klein, Cédric Villani, Axel Kahn, Yves Coppens et Michel Brunet,,. Il publie dans le même temps Le Carnet scientifique aux éditions Grasset en coédition avec France Inter. Ce livre rassemble des articles de longueurs diverses, des dessins et des schémas sur toutes les sciences,.
À la rentrée 2017, il rejoint France 5 pour présenter la case « Science grand format » tous les mardis soir en première partie de soirée. Il tient également une chronique scientifique, L'Édito Carré, dans la matinale Le 7/9 de France Inter présentée par Nicolas Demorand et Léa Salamé.
En octobre 2020, il crée et produit avec France Inter et la Cité des sciences et de l'industrie, et en association avec les producteurs Lucie Sarfaty et Romain Weber, un nouveau podcast de découverte des sciences à destination des enfants de 8 à 12 ans, dénommée « Olma »,.
Le 8 novembre 2022, il participe à l'émission Aux arbres citoyens, prime-time imaginé par Cyril Dion et diffusé sur France 2, qui permet de récolter 1,8 million d'euros de dons, pour la lutte contre le dérèglement climatique et le maintien de la biodiversité,.
Après l'annonce en mai 2024 de l'arrêt de son émission La Terre au carré « dans sa forme actuelle », France Inter revient sur sa décision et la maintient dans sa grille de rentrée 2024, avec Camille Crosnier, tout en actant la disparition de la plupart des reportages,, ainsi que celle des interventions d'auditrices et d'auditeurs en direct ou via le répondeur de l'émission.

## Ouvrages
- Abécédaire scientifique pour les curieux : Les Têtes au carré, Auxerre/Paris, Sciences humaines/France Inter, 2008, 247 p. (ISBN 978-2-912601-62-9, BNF 41261335)
- Abécédaire scientifique pour les curieux : Les Têtes au carré - Saison 2, Auxerre/Paris, Sciences humaines/France Inter, 2009, 283 p. (ISBN 978-2-912601-81-0, BNF 41463708)
- Dans les secrets du ciel : rencontres avec des savants remarquables (en collaboration avec Nicolas Belmont), Paris, éditions Grasset, 2014, 282 p. (ISBN 978-2-246-80306-5, BNF 43795640)
- Le Carnet scientifique : astronomique, zoologique, psychologique,chimique, biologique, mathématique, climatique, anatomique, ethnologique, physiologique, linguistique, physique, anthropologique, géologique, météorologique, Paris, éditions Grasset/France Inter, 2016, 240 p. (ISBN 978-2-246-86229-1, BNF 45142754)
- Dernières nouvelles de la science, Paris, éditions Grasset et Fasquelle, 2019, 385 p.  (ISBN 978-2-246-81787-1)

## Discographie
- La Veillée du troisième millénaire : L'histoire de Tri Yann, Epic/Sony-BMG, 1998

## Prix et récompenses
- 2010 : Prix Jean-Perrin attribué par la Société française de physique pour récompenser ses efforts de popularisation de la science[24]
- 2018 : Prix Binoux, Henri de Parville, Jean-Jacques Berger, Remlinger, attribué par l'Académie des sciences destiné à récompenser un ou plusieurs auteurs d’une œuvre de vulgarisation[25]
- 2019 : Prix Richelieu Défense de la langue française[26]
- 2021 : Médaille de la médiation scientifique du CNRS[27]